# Karma Tenzin
Karma Tenzin (ur. 1 grudnia 1972)  – bhutański łucznik, olimpijczyk.
Wziął udział w Letnich Igrzyskach Olimpijskich 1992 w Barcelonie, gdzie odpadł w rundzie wstępnej. Zdobył 1162 punkty i zajął 71. miejsce, wyprzedzając czterech zawodników. W zawodach drużynowych Bhutan zajął ostatnie 20. miejsce (skład: Jubzang Jubzang, Karma Tenzin, Pema Tshering).